# Alessio Rimoldi
Alessio Rimoldi (Magenta, 4 luglio 1976) è un lunghista e golfista italiano, campione italiano indoor di salto in lungo nel 2001.

## Biografia
Nato a Magenta nel 1976, Alessio Rimoldi dimostra sin dai primi anni di carriera sportiva una spiccata attitudine verso l'atletica.
Nel 1994 e nel 1995 è divenuto campione italiano juniores e quindi finalista dei campionati europei di atletica nel medesimo anno. Entrato nell'arma dei carabinieri, dal 1996 gareggia con il Gruppo Sportivo Carabinieri di Bologna, grazie al quale ha anche conquistato il primato italiano di squadra, seguita dalla squadra delle Fiamme Gialle, Fiamme Azzurre e Polizia, dopo aver gareggiato per la Snam di Milano. Perseguendo il sogno dello sport negli anni si è impegnato in competizioni sportive di carattere nazionale ed internazionale. Il suo campo d'allenamento è a Vittuone, presso la società sportiva "Atletica '99" dove è allenato dallo zio, il coach Mauro Luigi Colombo (già ex velocista per il C.S. Carabinieri e compagno sportivo di Pietro Mennea).
Nel 1997, durante un raduno federale, conosce l'atleta Fiona May a cui è legato da profonda amicizia.
Attualmente presta servizio attivo col grado di Vicebrigadiere presso le locali stazione dei carabinieri di Corbetta, ove è giunto nel 2011, e Abbiategrasso.

### Campione italiano
Un punto decisivo nella sua carriera atletica è stata la vittoria dei Campionati italiani assoluti indoor che si sono tenuti a Torino tra il 24 ed il 25 febbraio 2001. La misura che gli ha fatto guadagnare il primo gradino del podio è stata 7,89 metri, che lo colloca al quinto posto della classifica generale italiana indoor di tutti i tempi. Nello stesso anno è divenuto anche Campione mondiale militare, titolo vinto a Beirut.

### Il golf
Nel settembre del 2005 avviene l'incontro di Rimoldi con il mondo del golf. La sua attitudine a questa disciplina si mostra sin dall'inizio evidente ed attualmente si allena presso il campo di San Vito di Gaggiano, seguito dal coach Vincenzo Damonte.

## Progressione

### Salto in lungo
| Stagione | Risultato | Luogo             | Data      |
| -------- | --------- | ----------------- | --------- |
| 2005     | 7,63 m    | Nembro            | 6-7-2005  |
| 2004     | 7,79 m    | Genova            | 21-2-2004 |
| 2002     | 7,72 m    | Pergine Valsugana | 26-7-2002 |
| 2001     | 7,88 m    | Padova            | 26-8-2001 |
| 2001     | 7,89 m    | Torino            | 25-2-2001 |
| 1997     | 7,73 m    | Pretoria          | 1-2-1997  |
| 1996     | 7,54 m    | Bologna           | 25-5-1996 |

## Palmarès
| Anno | Manifestazione    | Sede   | Evento         | Risultato | Prestazione | Note |
| ---- | ----------------- | ------ | -------------- | --------- | ----------- | ---- |
| 2001 | Mondiali militari | Beirut | Salto in lungo | Oro       |             |      |

## Campionati nazionali
- 1 volte campione nazionale indoor nel salto in lungo (2001)

2001
- Oro ai Campionati italiani assoluti indoor (Torino), salto in lungo - 7,89 m